# Lycophron (sophiste)
Pour les articles homonymes, voir Lycophron (homonymie).
Lycophron est un sophiste et orateur, contemporain d'Aristote, disciple de Gorgias. Il ne nous reste de lui que six courts fragments, tous rapportés par Aristote.

## Biographie
Lycophron est vraisemblablement antérieur à Aristote ; très peu de choses sont connues de cet auteur, déjà obscur aux auteurs, Aristote et ses commentateurs, qui le citent ; Aristote et ses commentateurs ne rendent compte que de ses doctrines. Toutefois, la philologie moderne a pu identifier, par extrapolation, deux informations biographiques hypothétiques. La Rhétorique cite à deux reprises Lycophron en même temps que Gorgias et l'un de ses élèves, Alcidamas,.
Dans sa deuxième Lettre, Platon fait état d'un Lycophron séjournant à la cour de Denys le jeune, qui a été identifié avec le sophiste critiqué par Aristote : « concernant aussi bien Lycophron que les autres, ceux qui sont auprès de toi, il y a longtemps que je te le dis, et je te le répète maintenant : en ce qui concerne la dialectique, tant par ton naturel que par ta façon de conduire les arguments, tu l'emportes de beaucoup sur eux ».
Le recoupement de ces deux informations non confirmées laisse à entendre que la vie de Lycophron a pris place au cours de la première moitié du IVe siècle, en 364 ou 360 av. J.-C.

## Théories philosophiques
De lui nous connaissons cette citation : « La science est la communion du savoir et de l'âme ». Autre principe, « La loi est une convention, une garantie mutuelle des droits réciproques ». Selon un fragment du Περὶ Εὐγενείας / Sur la noblesse, ouvrage perdu d’Aristote cité par Stobée, Lycophron aurait contesté la réalité de la distinction entre nobles et roturiers ; comme les idées de naissance libre et de noblesse étaient assez voisines pour l’esprit grec, il est possible qu’il soit allé jusqu’à contester la légitimité de l’esclavage. Cette conception artificialiste de la convention est bien dans la ligne des sophistes.